# ジャント

ジャントの紋章

ジャント（Genthod）はスイス連邦・ジュネーヴ州のレマン湖右岸に面した基礎自治体（コミューン）。ジュネーヴ州のコレ・ボッシー、ベルヴュー、ヴェルソワのコミューンに囲まれている。

## データ
- 面積:2.84 km²
- 人口:2709人(2008年1月)